# Anne Lister
Anne Lister (Halifax, 1791–1840) fue una terrateniente, escritora de diarios, alpinista y viajera de Yorkshire, Inglaterra.
A Lister a menudo se le llama "la primera lesbiana moderna" por su evidente autoconocimiento y su estilo de vida abiertamente lésbico. Su amante la llamaba "Fred" y la gente de Halifax la llamaba "Señor Jack". Padeció acoso debido a su sexualidad, reconociendo su semejanza con las Señoritas de Llangollen, a quienes visitó.

## Fallecimiento
Anne Lister falleció a los 49 años al contraer una fiebre en Koutais (hoy día Kutaisi, Georgia) durante un viaje con Ann Walker, quien luego heredó Shibden Hall. Walker hizo embalsamar el cuerpo de Anne y lo trajo a Inglaterra, donde está enterrada en la parroquia de Halifax, West Yorkshire. 

## Los diarios de Anne Lister
Durante su vida escribió diarios que recogían su vida cotidiana, incluyendo sus relaciones lésbicas, sus preocupaciones financieras, sus actividades industriales y su trabajo mejorando Shibden Hall.
Estos diarios están publicados en castellano, contienen más de cuatro millones de palabras y alrededor de un sexto de ellas —aquellas relativas a los detalles íntimos de sus relaciones románticas y sexuales— estaban cifradas. El código, derivado de una combinación de álgebra y griego antiguo, fue descifrado en la década de 1930.

### En la ficción
La serie titulada Gentleman Jack,  escrita por Sally Wainwright, es una obra inspirada en los diarios de Lister que se estrenó en HBO y  BBC One en 2019.